# آي أس أف جاي

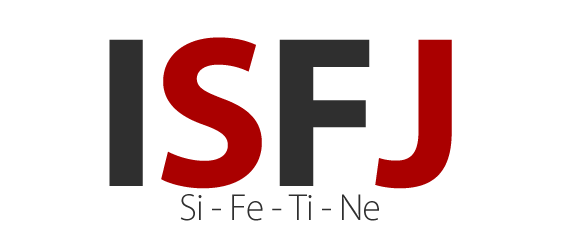

آي أس أف جاي (بالإنجليزية: ISFJ) هو نمط ويسمى بنمط "المدافع" وهو اختصار للجملة الإنجليزية (introversion, sensation, feeling, judgment) والتي تعني إنطوائي، إحساسي، عاطفي، منظم. وهو أحد الأنماط أو الشخصيات الستة عشر الموجود في مؤشر مايرز بريغز للأنماط.

## شخصية أو صفات المدافع
شخصية المدافع "ISFJ" والتي تعني إنطوائي، إحساسي، عاطفي، منظم أو صارم. هي واحدة من أكثر الشخصيات إنتشاراً بحسب مؤشر مايرز بريغز للأنماط حيث تمثل نسبة 13-16% من المجتمع.
وصفات هذا النمط هي الإنطوائية والواقعية أو الإحساسية أو الجدية وكذلك العاطفية أو صاحبة المشاعر بالإضافة إلى المنظمة أو الصارمة، وتفسر كالآتي:

### الإنطوائية "I"
نمط المدافع إنطوائي، وهو حساس بعض الشيء، وشخصيته هادئة ومتحفظة وكذلك هم يفضلون اللقاء والعمل والإلتقاء مع عدد قليل من الأصدقاء والمقربين بدل من دائرة كبيرة من الناس والمعارف لأنهم ليسوا إجتماعيين جدا.

### الحسية أو الجدية "S"
يعرف نمط المدافع بأنه نمط حسي أو جدي، ومثال على ذلك فأن أصحاب هذا النمط يقومون بالتركيز على الصورة الحالية والحقائق المباشرة وليس على الإحتمالات المستقبلية، كما ويتميزون بجديتهم الكبيرة التي تأدي في بعض الأحيان إلى الغضب.

### العاطفة أو المشاعر "F"
نمط المدافع عاطفي ووفي معى من احبهم وذو مشاعر قوية إلى مدى بعيد، حيث أن مشاعرهم تتحكم فيهم أكثر من تحكمهم بها، وغالبا يوافقون على المساعدة حتى ولو كانت أوضاعهم صعبة، وفي أثناء القرارات، يقوم صاحب شخصية المدافع بأخذ اعتبارات الناس والأصحاب أكثر من المنطق.

### المنظم أو الصارم "J"
جادون ومركزون جدا في العمل والخطط، يميلون إلى وضع خطة والالتزام بها بدل من العشوائية في معظم الأوقات، وتعد هذه الصفة من الصفات التي تميزهم بشكل كبير.

## شخصيات مشهورة من نمط المدافع

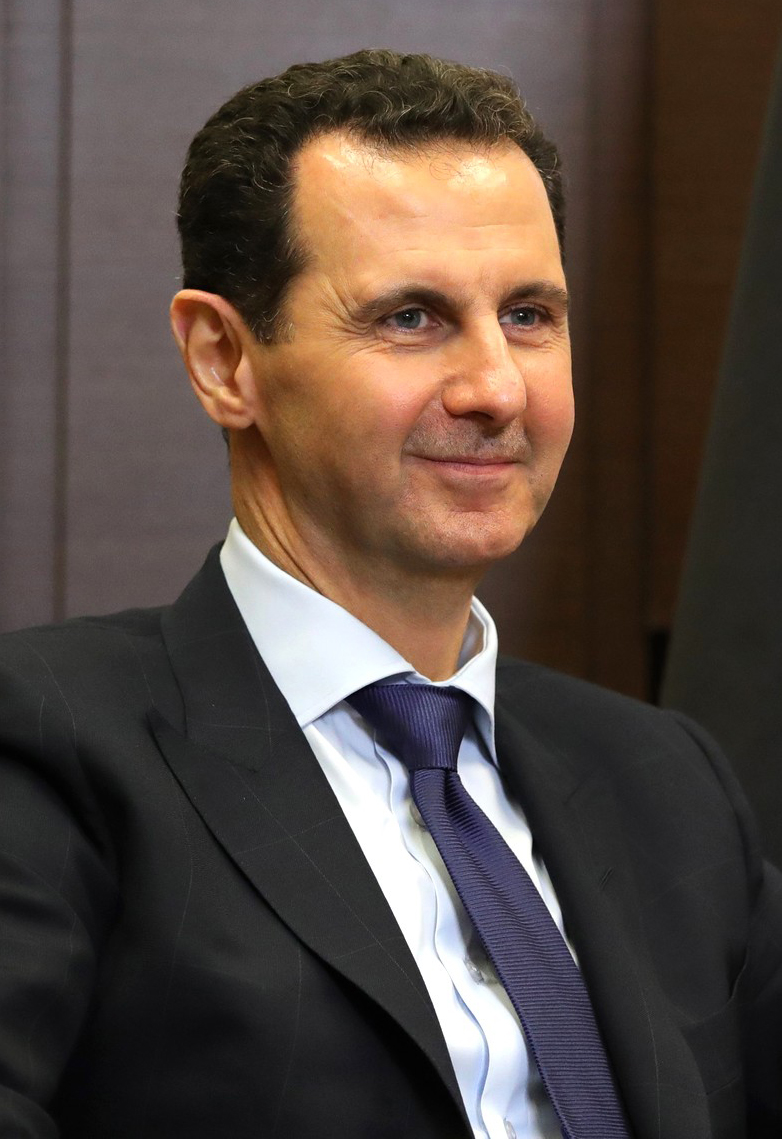
بشار الأسد، رئيس سوريا الحالي

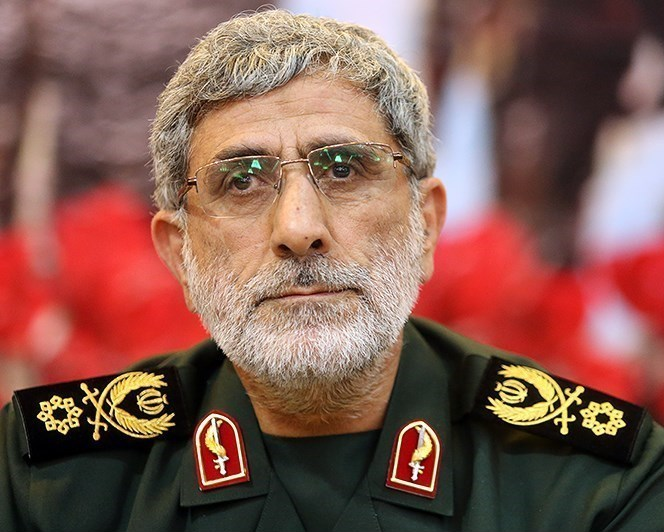
إسماعيل قاآني، جنرال إيراني وقائد فيلق القدس الإيراني حاليًا

جورج بوش الأب، رئيس الولايات المتحدة سابقًا

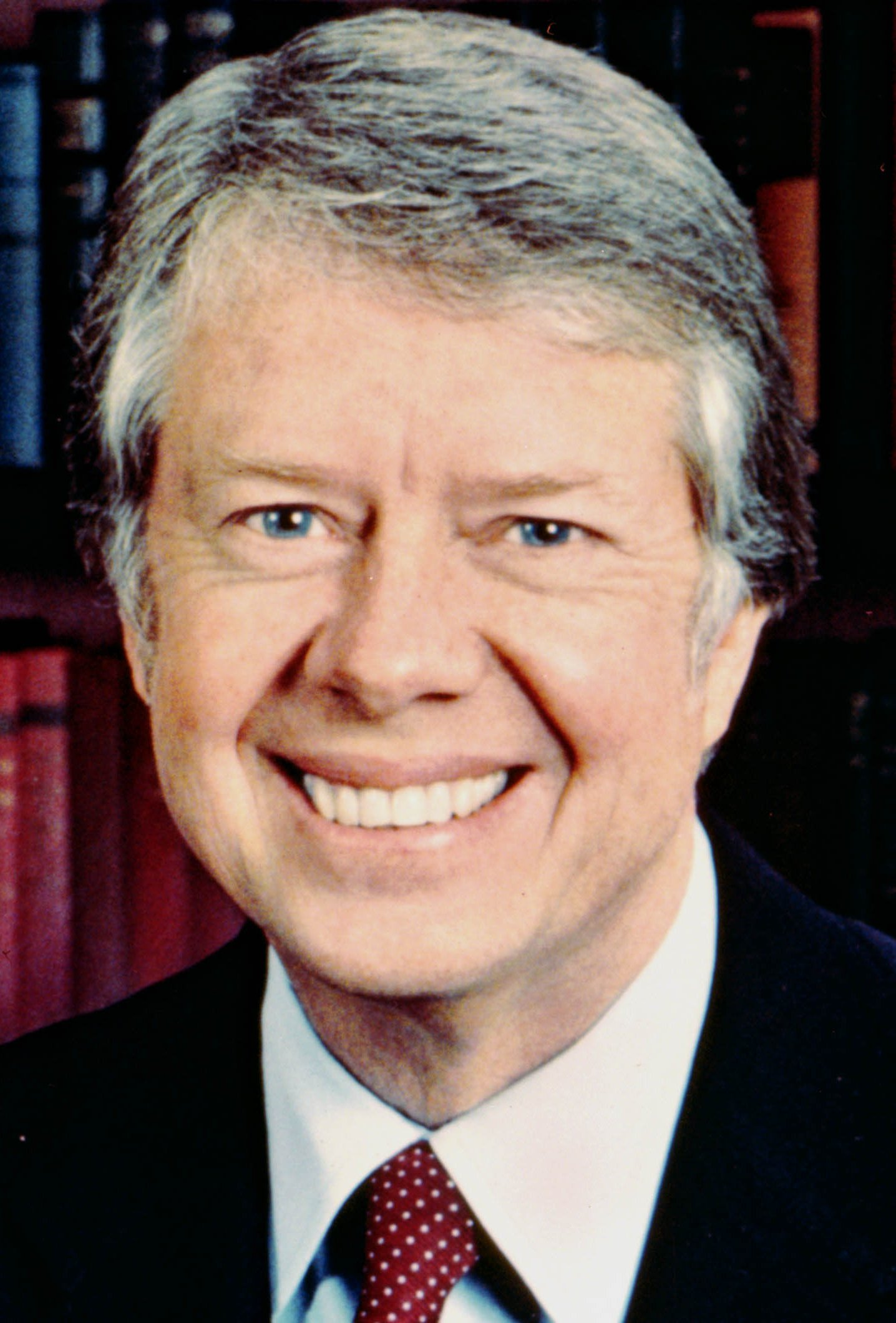
جيمي كارتر، رئيس الولايات المتحدة سابقًا

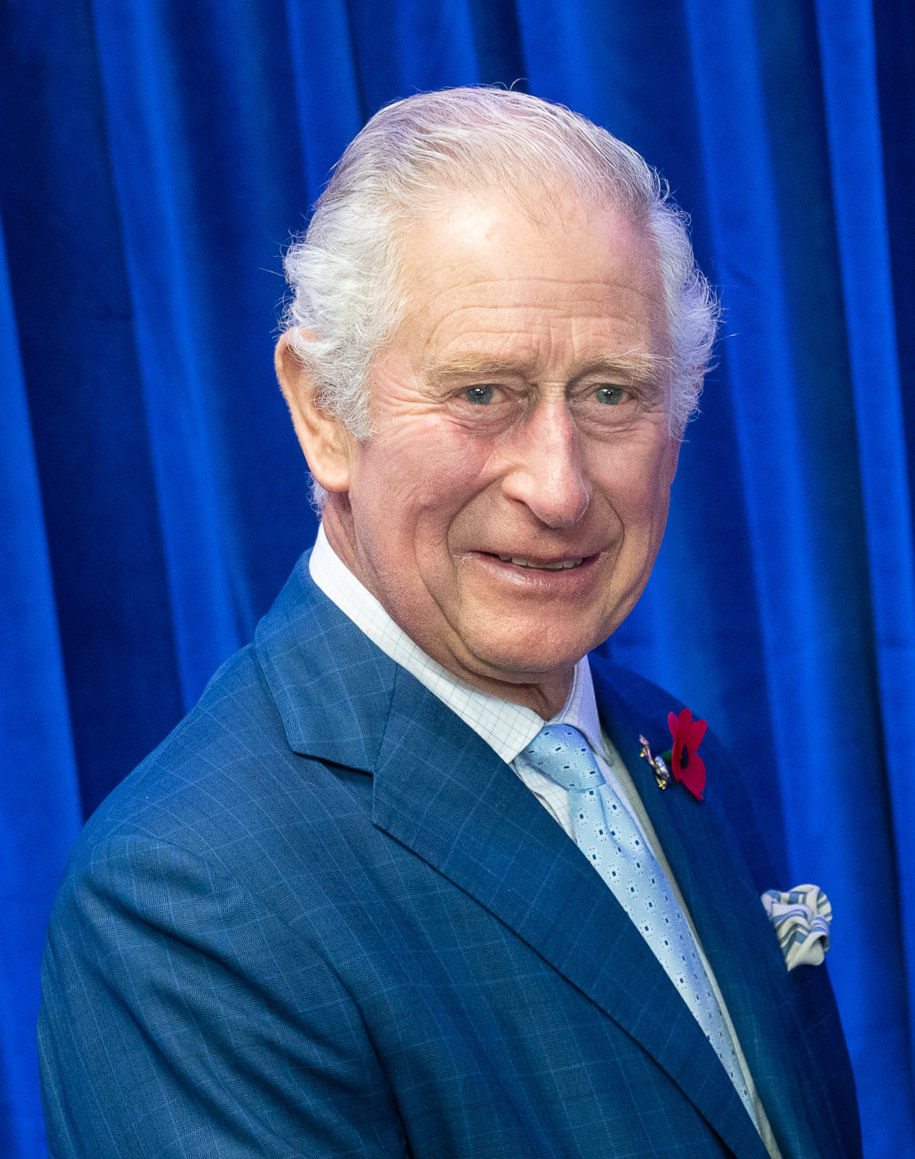
تشارلز الثالث، ملك المملكة المتحدة الحالي

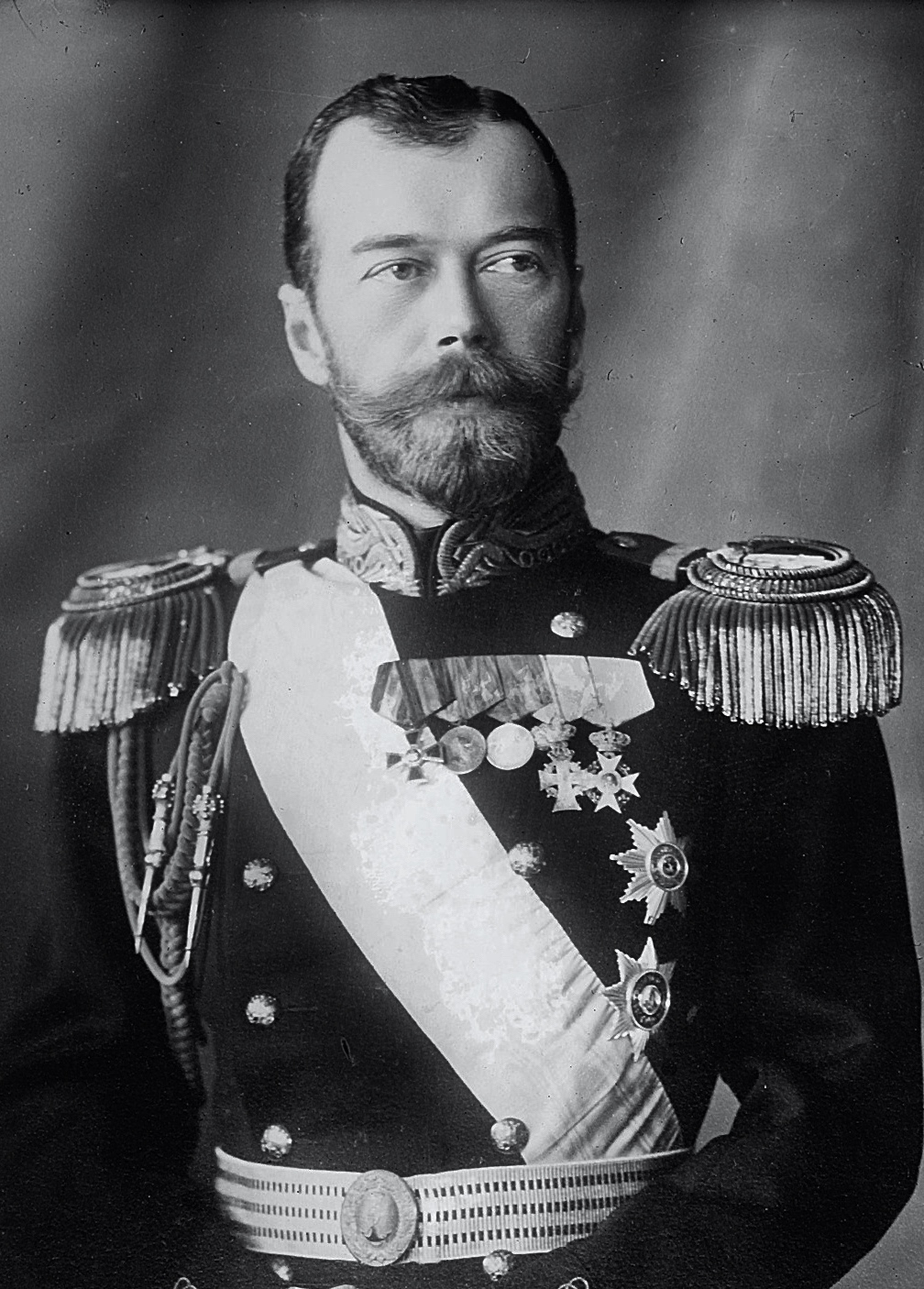
نيقولا الثاني، آخر أباطرة روسيا

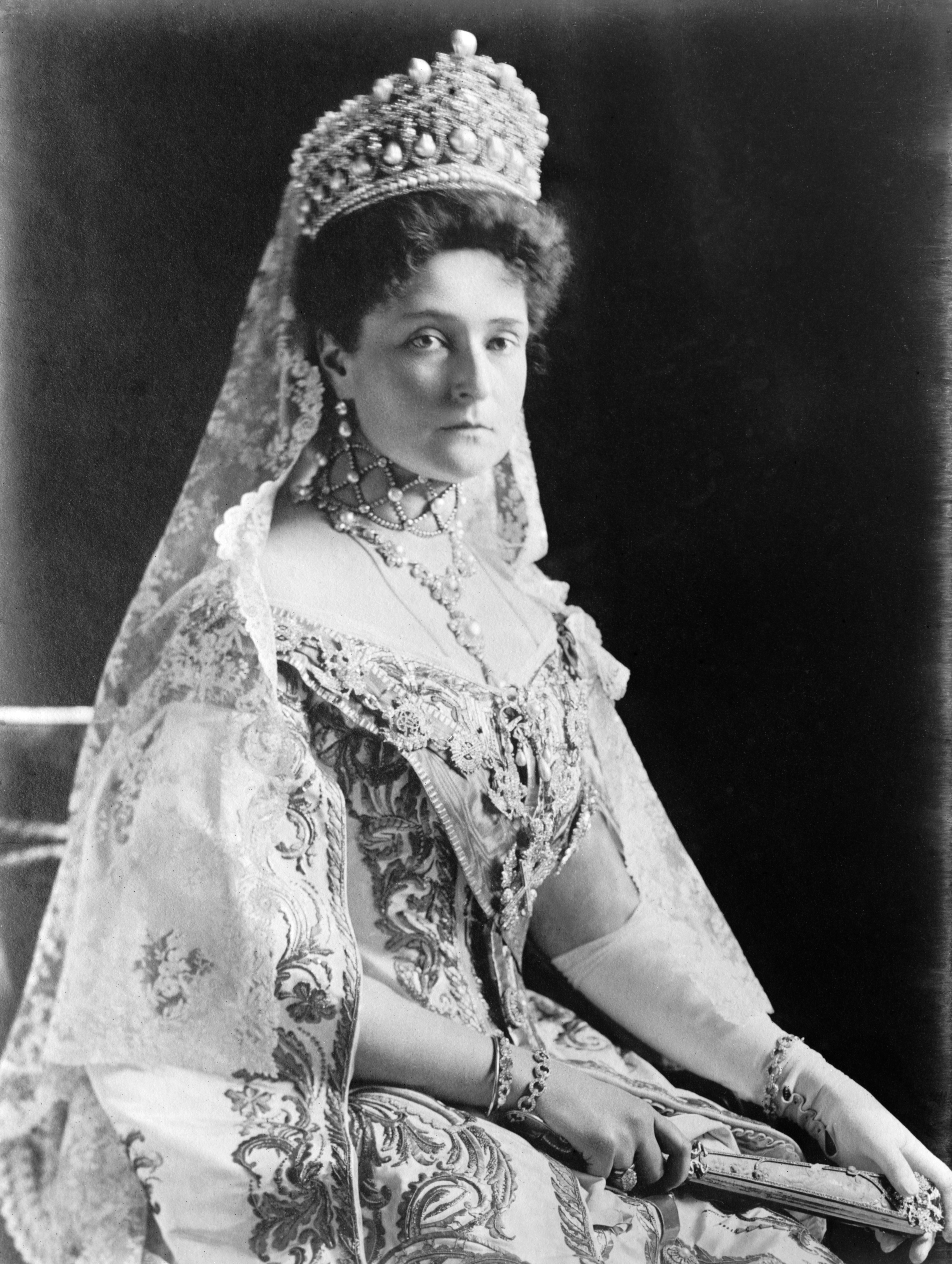
ألكسندرا فيودوروفنا، آخر إمبراطورة لروسيا

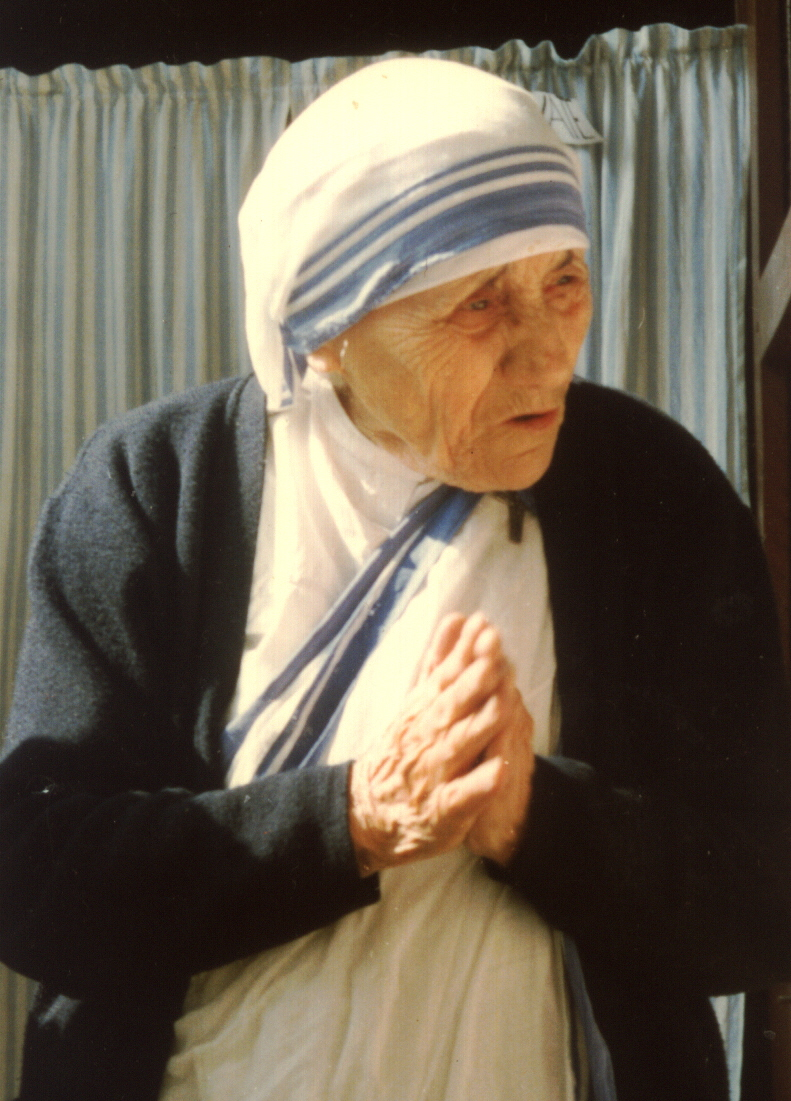
الأم تريزا، راهبة وقديسة في الكنيسة الرومانية الكاثوليكية ذات أصول ألبانية

ران موري، شخصية رئيسية في مانگا وأنمي المحقق كونان

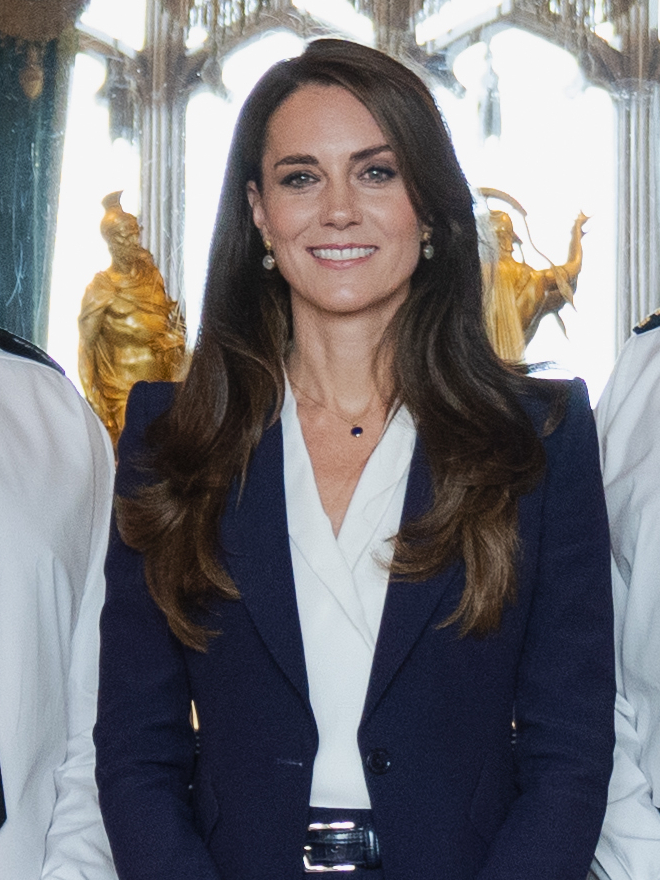
كاثرين أميرة ويلز، زوجة الأمير ويليام أمير ويلز